# Dromicosuchus
Dromicosuchus (давньогрецьке, що означає «плавний або швидко крокуючий крокодил») — це вимерлий рід сфеносухієвих, типу базальних крокодиломорфів, клади, яка включає крокодилів та їхніх найближчих родичів. Він був знайдений у верхньотріасових породах Північної Кароліни, Сполучені Штати, і відомий за майже повним черепом і частковим скелетом. Цей екземпляр незвичайний тим, що він був знайдений під скелетом більшої рауісухіани та має очевидні пошкодження від укусу, що свідчить про те, що на нього напав більший хижак, перш ніж обидва померли та були поховані разом.
Скелет типу і єдиної відомої особини Dromicosuchus має такі ж пропорції, як і Hesperosuchus agilis, а довжина тварини оцінюється в 1.2–1.3 метра. Вік тварини не зовсім ясний, тому що деякі кістки, які зазвичай очікують, що зрощені у дорослих, є зрощеними, але інші можуть ні. Зрощення двох плечових кісток свідчить про те, що цей Dromicosuchus був зрілим. Череп був легкої будови, трикутної форми і довжиною близько 150 міліметрів. Очні ямки були круглими і діаметром близько 30 міліметрів. Було п’ять зубів на верхню щелепу (парні кістки, що утворюють морду), двадцять на верхню щелепу (парні кістки, які утворюють щоки) і невідому кількість у нижній щелепі. Зуби дещо відрізнялися від кінчика морди до щік, маючи більш сплощений поперечний переріз і сильніші вигини в щоці. Третій або четвертий зуб нижньої щелепи був помітно збільшений, вставляючись у виїмку на верхній щелепі між передщелепною та верхньою щелепами.